# Писемність гаро

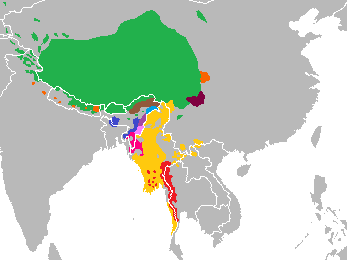
Поширення мов бодо-гаро (частиною яких є мова гаро). На карті показане синім кольором.

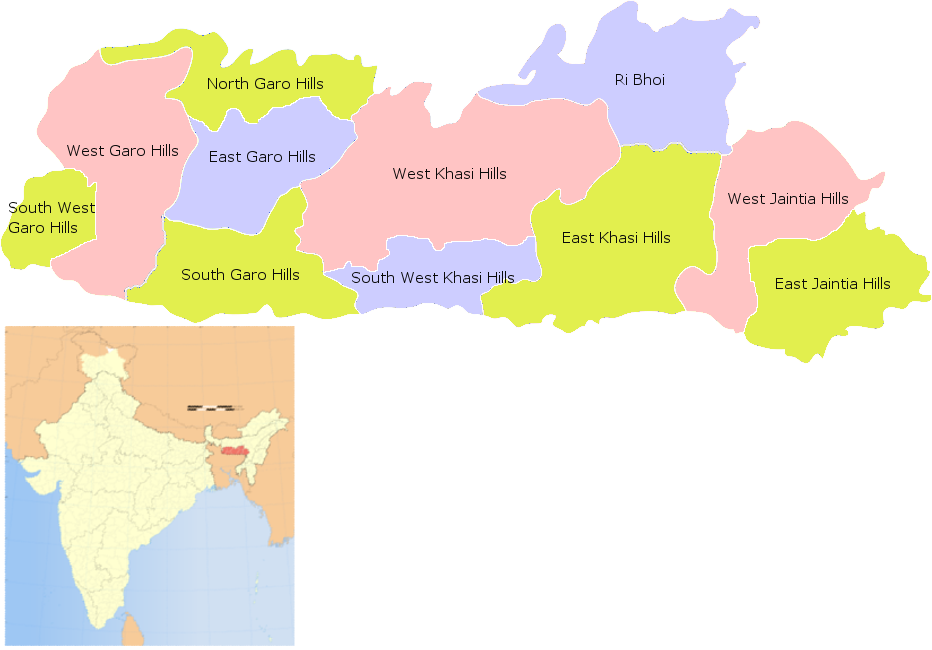
Штат Меґхалая, Індія. На його заході поширена мова гаро.

Писемність гаро — писемність мови гаро. Ця мова поширена в Бангладеші та Індії. Гаро записується як латиницею, так і бенгальським письмом.

## Латинське письмо[1]
Латинське письмо для мови гаро було введене баптистськими місіонерами на початку 20 століття.
| P p | B b | T t | D d | K k | G g | M m | N n | S s | Ch ch | J j  |
| --- | --- | --- | --- | --- | --- | --- | --- | --- | ----- | ---- |
| /p/ | /b/ | /t/ | /d/ | /k/ | /g/ | /m/ | /n/ | /s/ | /t͡ʃ/  | /d͡ʒ/ |

| R r | H h | W w | L l | Ng ng | ·   | I i | E e | A a | O o | U u |
| --- | --- | --- | --- | ----- | --- | --- | --- | --- | --- | --- |
| /r/ | /h/ | /w/ | /l/ | /ŋ/   | /ʔ/ | /i/ | /e/ | /a/ | /o/ | /u/ |

- Особливістю даного алфавіту є передача гортанного зімкнення [ʔ] інтерпунктом ·. Іноді замість нього пишуть апостроф ʼ[3].
- Дифтонги передаються сполученням двох букв для голосних: ai, au, oi, eo, ui[4].
- Поєднання гортанного зімкнення та приголосного звука записується сполученням букви для приголосного й інтерпункта: m·, n·, ng·, l· (наприклад: sin·a (холодний), ring·a (співати), rim·a (ловити, тримати, працювати))[5].
- Інтерпункт для позначення гортанного зімкнення пишеться між буквами для голосних, та між буквою для голосного і буквою для приголосного (наприклад: so·a (горіти), ka·a (гіркий), ja·si(палець ноги))[5].

## Бенгальське письмо[6][7][8]
Мова гаро почала записуватися бенгальським письмом в кінці 19 століття баптистським  місіонерами.
Знаки для голосних і дифтонгів
| Незалежний знак для голосного | Залежний знак для голосного | Транскрипція МФА |
| ----------------------------- | --------------------------- | ---------------- |
| অ                             |                             | [ɔ]              |
| আ                             | া                            | [a]              |
| ই                             | ি                            | [i]              |
| উ                             | ু                            | [u]              |
| এ                             | ে                            | [e]              |
| ও                             | ো                            | [əʊ]             |

Знаки для приголосних
| Складовий знак | МФА  |
| -------------- | ---- |
| প              | [pɔ] |
| ব              | [bɔ] |
| ত              | [tɔ] |
| দ              | [dɔ] |
| ক              | [kɔ] |

| Складовий знак | МФА   |
| -------------- | ----- |
| গ              | [gɔ]  |
| ম              | [mɔ]  |
| ন              | [nɔ]  |
| স              | [sɔ]  |
| চ              | [t͡ʃɔ] |

| Складовий знак | МФА   |
| -------------- | ----- |
| জ              | [d͡ʒɔ] |
| র              | [rɔ]  |
| হ              | [hɔ]  |
| ল              | [lɔ]  |
| য়              | [jɔ]  |

| Складовий знак | МФА    |
| -------------- | ------ |
| খ              | [kʰɔ]  |
| থ              | [tʰɔ]  |
| ফ              | [pʰɔ]  |
| ছ              | [t͡ʃʰɔ] |
| শ              | [sɔ]   |

- Знаки খ, থ, ফ передають алофони.
- Знак শ вживається під впливом бенгальської мови.

Інші знаки
| Залежний знак | Назва    |
| ------------- | -------- |
| ং              | анусвара |
| ঃ              | вісарга  |

- Анусвара — залежний знак, позначаючий кінцевий звук [ŋ] (в мові гаро цей звук може бути тільки в кінці складу).

- Вісарга — залежний знак, передаючий гортанне зімкнення [ʔ].

## Зразки письма
Бенгальське письмо для мови гаро (з книги grammar of the Garo language»).
Також наведено приклад сторінки із книги «বাঙ্গালা-গারো অভিধান / Bengali-Garo dictionary» (бенгальсько-гаро словник). В колонці першими слідують бенгальські слова, за ними після тире — слова гаро.

## Додаткові джерела і посилання
- Rev. M. Ramkhe. "Bengali-Garo dictionary".
- Книга Буття мовою гаро (латиниця).